# Kompensationsafgravning
Som led i arbejdet med anlæg af den faste forbindelse over Storebælt og den faste forbindelse over Øresund gravede man jord væk flere steder på havbunden omkring anlæggene, så den naturlige modstand for vandgennemstrømningen blev gjort mindre. Disse gravearbejder fik navnet kompensationsafgravninger, fordi formålet var at modvirke, at bygningen af dæmninger og opstillingen af bropiller i Storebælt og i Øresund ville betyde øget modstand for vandgennemstrømningen mellem Østersøen og Kattegat. 
Fordi vandmiljøet i Østersøen er afhængigt af indstrømningen af frisk saltvand fra Kattegat og hovedparten af denne indstrømning foregår gennem Storebælt, blev det et politisk krav, at anlægget af den faste forbindelse over Storebælt i sig selv ikke måtte have negativ indvirkning på vandmiljøet i Østersøen. Det blev derfor som en del af den miljømæssige optimering af forbindelsen fastlagt, at saltvandsindstrømningen ikke måtte formindskes.
Da man omvendt ikke kunne dokumentere effekten af en øget saltvandsindstrømning, blev det formuleret som et ønske om opretholdelse af en uændret gennemstrømning – en nulløsning. Den blokerende effekt af de enkelte bropiller og tilslutningsdæmninger skulle derfor kompenseres ved afgravninger på havbunden.
På grundlag af beregninger i en kompliceret computermodel blev disse kompensationsafgravninger placeret fortrinsvis mellem Sprogø og Halsskov Odde i form af nogle store flade afgravninger ned til ca. 10 m vanddybde.
Den jord – mest moræneler, der blev gravet op, indgik som opfyldningsmaterialer i anlægget, bl.a. i Østbroens lange rampe op fra Sprogø. 
Ved det efterfølgende arbejde med anlægget af den faste forbindelse over Øresund indgik brugen af kompensationsafgravninger på samme måde, og materialerne blev bl.a. brugt i anlægget af den kunstige ø Peberholm.